# ケント郡 (テキサス州)

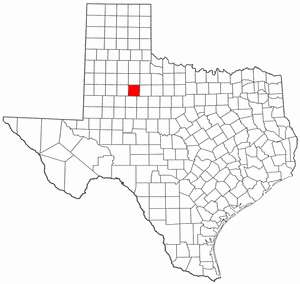
ケント郡の位置（テキサス州）

ケント郡 (ケントぐん、Kent County) は、アメリカ合衆国テキサス州に位置する郡である。2000年現在の国勢調査で、人口は859人である。ここの郡庁所在地は、ジェイトン (Jayton)であり、郡の名前は、アラモ砦の戦いで戦死したアンドリュー・ケントから取られている。

## 地理
アメリカ合衆国統計局によると、この郡は総面積2,339 km2 (903 mi2) である。このうち2,337 km2 (902 mi2) が陸地で2 km2 (1 mi2) が水地域である。総面積の0.06%が水地域となっている。

### 隣接する郡
- ディケンズ郡  (北)
- ストーンウォール郡  (東)
- フィッシャー郡  (南東)
- スカリー郡  (南)
- ガルザ郡  (西)

## 人口動静
2000年現在の国勢調査で、この郡は人口859人、353世帯、247家族が暮らしている。人口密度は0/km2 (1/mi2) である。0/km2 (1/mi2) の平均的な密度に551軒の住宅が建っている。この都市の人種的な構成は白人95.46%、アフリカン・アメリカン0.23%、先住民0.35%、アジア0.00%、太平洋諸島系0.00%、その他の人種3.73%、及び混血0.23%である。ここの人口の9.08%はヒスパニックまたはラテン系である。
353世帯のうち、26.10%が18歳未満の子供と一緒に生活しており、61.20%は夫婦で生活している。5.90%は未婚の女性が世帯主であり、30.00%は家族以外の住人と同居している。28.00%は独身の居住者が住んでおり、14.20%は65歳以上で独居である。1世帯の平均人数は2.33人であり、家庭の場合は、2.83人である。
この郡内の人口は20.60%が18歳未満の未成年、18歳以上24歳以下が5.40%、25歳以上44歳以下が21.80%、45歳以上64歳以下が26.80%、及び65歳以上が25.50%にわたっている。中央値年齢は47歳である。女性100人ごとに対して男性は91.70人である。18歳以上の女性100人ごとに対して男性は91.60人である。
この郡の世帯ごとの平均的な収入は30,433米ドルであり、家族ごとの平均的な収入は35,568米ドルである。男性は23,875米ドルに対して女性は20,000米ドルの平均的な収入がある。この郡の一人当たりの収入 (per capita income) は17,626米ドルである。人口の10.40%及び家族の9.20%は貧困線以下である。全人口のうち18歳未満の13.10%及び65歳以上の6.10%は貧困線以下の生活を送っている。

## 市町村
- ジラード (Girard)
- ジェイトン (Jayton)